# 深津尚子
深津尚子（日语：／ Fukatsu Naoko， 1944年—），出生于爱知县冈崎市，日本女子乒乓球运动员。她曾获得2枚世界乒乓球锦标赛金牌。她也在1966年亚洲运动会上获得四枚金牌。